# いがらし奈波
いがらし 奈波（いがらし ななみ、本名：五十嵐 慶一（いがらし けいいち）、1981年6月13日 – ）は、日本の漫画家・女装タレント、元ジャニーズJr.。東京都出身（北海道生まれ）。堀越高等学校卒業。

## 概要・経歴
父親は声優の井上和彦、母親は漫画家のいがらしゆみこ。物心つく前に両親が離婚したためテレビブロスのインタビューで父と初めて会ったのは15歳と答えている。自伝漫画「わが輩は「男の娘」である！」の中で父・和彦と再会した様子が描かれている。
過去にジャニーズ事務所に所属していたことがある。特技はジャズダンスなどである。身長168cm、体重56kg。
2009年6月頃より女装をし始め、「化粧男子」（男の娘）として活動を開始する。
2010年8月、実業之日本社「コンペイトウ書房」レーベルよりエッセイ漫画『わが輩は「男の娘」である!』の電子書籍版を刊行し、漫画家デビュー。
槙七海の名前で女装ゲイアダルトAV「超 大量射精 SPECIAL」に出演している(パッケージに元○ャニーズJrで母親は有名漫画家。女装漫画家いが○し奈波と明記されている)。